# Congosorex polli
Congosorex polli es una especie de musaraña de la familia soricidae.

## Distribución geográfica
Es endémica de la República Democrática del Congo.